# サウスダコタ州の歴史
サウスダコタ州の歴史（サウスダコタしゅうのれきし、英:History of South Dakota）では、アメリカ合衆国サウスダコタ州となった地域に、数千年前に初めて先住民族が住み着いてから、現代までの歴史を概説する。

## 前史とヨーロッパ人の探検
今日のサウスダコタには少なくとも数千年前に人類が住み着いた。1700年代にフランス人や他のヨーロッパ人探検家はオマハ族やアリカラ族（またはリー族）を含む様々な集団と遭遇したが、1800年代初期までにスー族（またはダコタ族、ラコタ族およびナコタ族）が支配的となった。1743年、ラ・ヴェランドリエ兄弟、2人のフランス系カナダ人の毛皮交易業者および探検家達が、現在のピアの地近くに銘盤を埋めて、その地域がフランス領ルイジアナの一部としてフランスの領地だと主張した。

## 19世紀
1803年、アメリカ合衆国はナポレオンからルイジアナを買収し、トーマス・ジェファーソン大統領はルイス・クラーク探検隊と一般に呼ばれる集団を編成し新しく獲得した地域の探検をさせた。この遠征隊は発見の部隊とも呼ばれ、ミズーリ川に沿って太平洋への往路と復路とで2回この地域を旅した。探検隊は道すがら植物標本を採集し、土地の動物種の幾つかは初めて見るものだったのでそれをスケッチし、ミズーリ川の流域の地図を作った。
1817年、アメリカ人毛皮交易基地が現在のフォートピアに造られ、この地域のアメリカ人による開拓が続くようになった。1830年代、この地域に住んだ一握りの白人にとって毛皮の交易が経済活動で主要なものだった。これら罠猟師や交易業者の大半は、ヨーロッパの毛皮需要が1840年頃に凋んだ後でこの地域を離れた。1855年、アメリカ陸軍はピア砦を購入したが、南のランドール砦を好んだので翌年には放棄した。この時までにアメリカ人やヨーロッパ人による開拓地が急速に増加し、1858年にはヤンクトン・スー族が1858年条約に署名して、現在のサウスダコタ東部の大半をアメリカ合衆国に譲渡した。

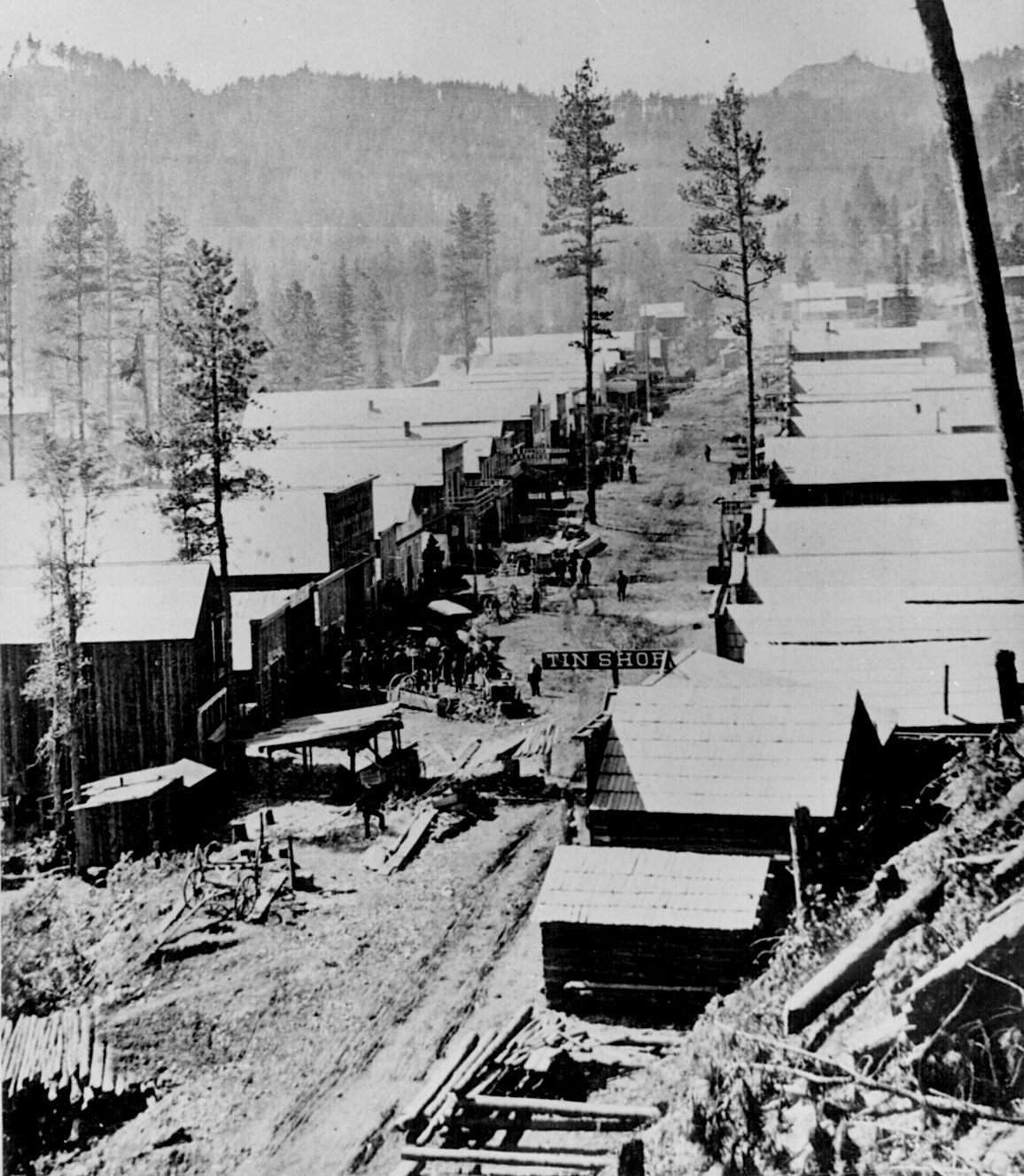
デッドウッドの町、ブラックヒルズの他の多くの町と同様、金鉱発見の後で設立された

土地投機家達がサウスダコタ東部の現在の大都市のうち2つを設立した。1856年のスーフォールズと1859年のヤンクトンである。1861年、アメリカ合衆国政府によってダコタ準州が創られた（当初は現在のノースダコタ州、サウスダコタ州、およびモンタナ州とワイオミング州の一部を含んでいた）。スカンディナヴィア、ドイツ、アイルランドおよびロシアから、さらにその他のヨーロッパ諸国から、また合衆国東部からの開拓者がほんの1滴から洪水となるまで増加し、特に東部の鉄道が準州の州都ヤンクトンまで1872年に繋がった後、またジョージ・アームストロング・カスターが率いた軍隊の遠征中の1874年にブラックヒルズで金鉱が発見された後は増加した。この遠征は、現在のサウスダコタ州西半分が第二次ララミー砦条約によってスー族大居留地として与えられたという事実がありながら挙行された。スー族はブラックヒルズにおける採鉱権や土地の権利を認めることを拒み、合衆国政府が白人の鉱山師や開拓者達にこの地域に入らないようにすることに失敗した後でブラックヒルズ戦争が勃発した。最終的にスー族が敗北し、サウスダコタやノースダコタ領内の居留地に収まった。
人口の増加によって、ダコタ準州は2つに分けられ、1889年の権限付与法という表題の、ノースダコタとサウスダコタ（さらにモンタナ州とワシントン州）を州にする法案がグロバー・クリーブランド政権の1889年2月22日に成立した。ノースダコタ州とサウスダコタ州が合衆国に加盟することを正式に認める宣言書には、クリーブランドの後継者ベンジャミン・ハリソン大頭領が1889年11月2日に署名した。ハリソンはその国務長官ジェイムズ・G・ブレインに宣言書を混ぜ合わせて最初に署名した順番が分からなくなるように指示し、実際の順番は記録されていない。合衆国に加盟した順番はノースダコタ州が39番目、サウスダコタ州が40番目となっている。
1890年12月29日、パインリッジ・インディアン居留地でウンデット・ニーの虐殺が起こった。この虐殺は通常アメリカ合衆国とスー族との間の最後の武装闘争と言われており、約300名のスー族が死ぬ結果となったが、その多くは女と子供だった。この闘争でアメリカ兵25名も戦死した。

## 20世紀

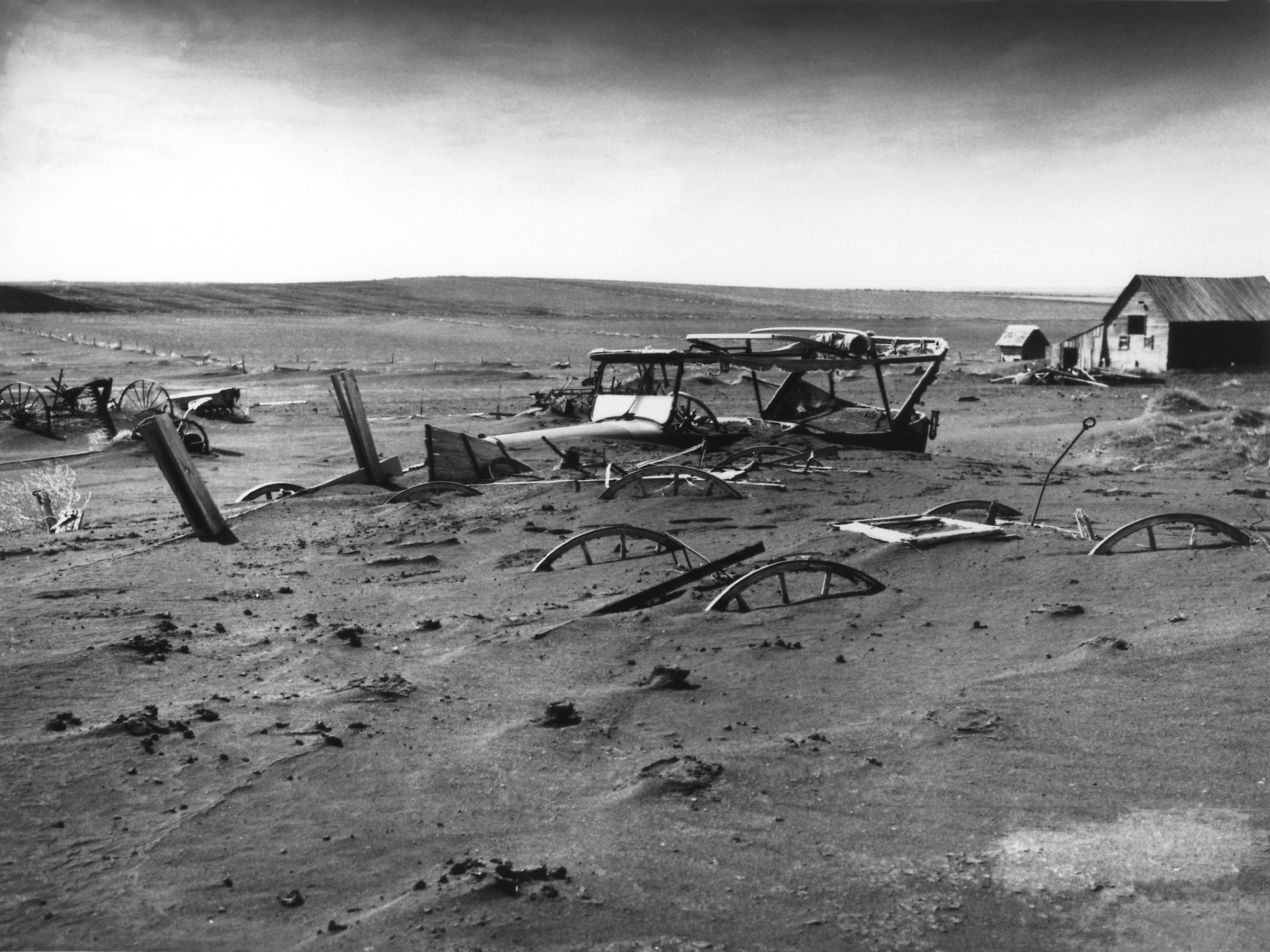
1936年のダストボウル中の農家

1930年代、経済的な条件と気象的な条件が組み合わさってサウスダコタ州に破壊的な結果を起こした。雨が降らず、極端に高い気温と農地の過剰耕作によって、サウスダコタ州や他の幾つかの平原州でダストボウルと呼ばれるものを生んだ。肥沃な表土が大量の砂嵐で吹き飛ばされ、幾つかの収穫物は完全に損なわれた。ダストボウルの経験は地元銀行の請け戻し権喪失や世界恐慌の全体的経済効果と組み合わされて、多くのサウスダコタ人が土地を離れることになった。1930年から1940年にかけて、サウスダコタ州の人口は7%以上減った。
アメリカ合衆国が1941年に第二次世界大戦に参入すると経済的な安定が戻ってきた。このとき、国民が戦争に動員され、州内の農業および工業製品に対する需要が増加した。68,000名以上のサウスダコタ人が戦争中に軍隊で従軍し、そのうち2,200名以上が戦死した。
1944年、ピック・スローン計画が1944年の洪水防止法の一部として連邦議会で成立し、ミズーリ川に6箇所の大きなダムが築かれ、そのうちは4箇所は少なくとも部分的にサウスダコタ州内に位置した。治水、水力発電およびボートや釣りのようなレクレーションがそのダムと貯水池によってもたらされた。
1972年6月9日から10日に掛けての夜、ブラックヒルズに激しい雨が降り、ラピッド・クリークに架かるキャニオンレイク・ダムが崩壊した。ダムの崩壊に嵐の激しい出水が組み合わされ、小さなクリークが大量の流れとなってラピッドシティ中心を洗い流した。この洪水で228人が死に、1,335軒の家屋と約5,000台の自動車を破壊した。洪水の損失額は1億6,000万ドル（現在価値で6億6,400万ドルに相当）に上った。

## 最近の歴史
最近の数十年で、サウスダコタ州は農業中心の州からより多様化した経済の州に変わってきた。1960年代の州間高速道路システムの完成以降観光産業が成長し、ブラックヒルズが特に影響を受けた。金融産業も州内で成長しており、1981年にシティバンクがそのクレジット・カードの管理をニューヨークからスーフォールズに移してから、他の幾つかの金融会社の動きが続いた。2007年、最近閉鎖されたリード近くのホームステイク金山の跡地が、新しい地下研究設備の場所に選ばれた。州人口の増加や最近の経済発展にも拘らず、多くの田園地帯は過去50年間以上地域人口の減退と、ラピッドシティやスーフォールズなどサウスダコタの大都市あるいは他の州への教育を受けた青年の流出と戦い続けてきた。